# 佐々木宇右衛門
佐々木 宇右衛門（宇右衞門、ささき うえもん、1850年5月17日（嘉永3年4月6日）- 1909年（明治42年）10月27日）は、明治期の実業家、政治家。衆議院議員。幼名・市助。号・栗園（りつえん）。

## 経歴
出羽国置賜郡成田村（山形県西置賜郡成田村、長井村を経て現長井市成田）で、先代・佐々木宇右衛門の息子として生まれた。
佐々木太右衛門、佐々木忠右衛門と協力して桑畑10町歩を設けた。1873年（明治6年）製糸工場を開設し、製糸業の発展に尽力した。また、明治初期に森鉱山を開いてその経営に当たった。
政界では、1879年（明治12年）1月に山形県会議員に選出され、1880年（明治13年）1月、病のため辞職した。1898年（明治31年）3月、第5回衆議院議員総選挙（山形県第2区）で当選し、その後、山下倶楽部に所属して衆議院衆議院議員に1期在任した。最上川改修運動を起こして治水対策の推進に尽力した。

## 国政選挙歴
- 第1回衆議院議員総選挙（山形県第2区、1890年7月、無所属）落選[6]
- 第5回衆議院議員総選挙（山形県第2区、1898年3月、准進歩党）当選[5]
- 第6回衆議院議員総選挙（山形県第2区、1898年8月、無所属）落選[5]